# Woignarue
Woignarue és un municipi francès situat al departament del Somme i a la regió dels Alts de França. L'any 2007 tenia 802 habitants.

## Demografia

### Població
El 2007 la població de fet de Woignarue era de 802 persones. Hi havia 307 famílies de les quals 68 eren unipersonals (36 homes vivint sols i 32 dones vivint soles), 103 parelles sense fills, 120 parelles amb fills i 16 famílies monoparentals amb fills.
La població ha evolucionat segons el següent gràfic:
Habitants censats

### Habitatges
El 2007 hi havia 503 habitatges, 317 eren l'habitatge principal de la família, 176 eren segones residències i 11 estaven desocupats. 456 eren cases i 32 eren apartaments. Dels 317 habitatges principals, 280 estaven ocupats pels seus propietaris, 30 estaven llogats i ocupats pels llogaters i 7 estaven cedits a títol gratuït; 14 tenien dues cambres, 52 en tenien tres, 98 en tenien quatre i 152 en tenien cinc o més. 228 habitatges disposaven pel capbaix d'una plaça de pàrquing. A 134 habitatges hi havia un automòbil i a 153 n'hi havia dos o més.

### Piràmide de població
La piràmide de població per edats i sexe el 2009 era:
| Homes | Edats   | Dones |
| ----- | ------- | ----- |
| 0     | 95 o +  | 0     |
| 8     | 90 a 94 | 8     |
| 0     | 85 a 89 | 8     |
| 4     | 80 a 84 | 12    |
| 8     | 75 a 79 | 12    |
| 28    | 70 a 74 | 24    |
| 12    | 65 a 69 | 20    |
| 20    | 60 a 64 | 12    |
| 16    | 55 a 59 | 20    |
| 16    | 50 a 54 | 32    |
| 36    | 45 a 49 | 12    |
| 52    | 40 a 44 | 40    |
| 28    | 35 a 39 | 40    |
| 20    | 30 a 34 | 16    |
| 20    | 25 a 29 | 16    |
| 16    | 20 a 24 | 12    |
| 24    | 15 a 19 | 24    |
| 28    | 10 a 14 | 16    |
| 32    | 5 a 9   | 16    |
| 24    | 0 a 4   | 4     |

## Economia

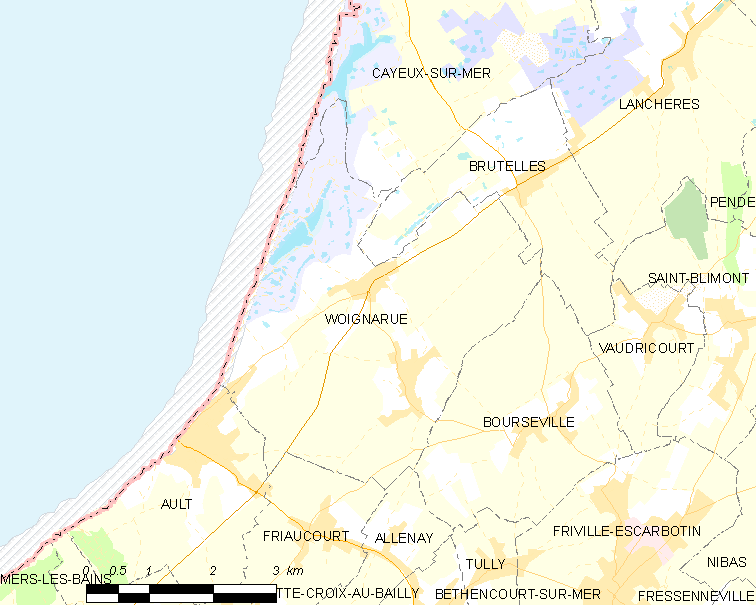

El 2007 la població en edat de treballar era de 537 persones, 384 eren actives i 153 eren inactives. De les 384 persones actives 342 estaven ocupades (188 homes i 154 dones) i 42 estaven aturades (13 homes i 29 dones). De les 153 persones inactives 75 estaven jubilades, 34 estaven estudiant i 44 estaven classificades com a «altres inactius».

### Ingressos
El 2009 a Woignarue hi havia 330 unitats fiscals que integraven 822,5 persones, la mediana anual d'ingressos fiscals per persona era de 17.196 €.

### Activitats econòmiques
Dels 19 establiments que hi havia el 2007, 3 eren d'empreses de fabricació d'altres productes industrials, 7 d'empreses de construcció, 3 d'empreses de comerç i reparació d'automòbils, 1 d'una empresa de transport, 2 d'empreses d'hostatgeria i restauració, 1 d'una empresa immobiliària, 1 d'una empresa de serveis i 1 d'una empresa classificada com a «altres activitats de serveis».
Dels 9 establiments de servei als particulars que hi havia el 2009, 2 eren paletes, 1 fusteria, 2 lampisteries, 2 electricistes, 1 perruqueria i 1 restaurant.
L'any 2000 a Woignarue hi havia 17 explotacions agrícoles que ocupaven un total de 990 hectàrees.

## Equipaments sanitaris i escolars
El 2009 hi havia una escola elemental.

## Poblacions més properes
El següent diagrama mostra les poblacions més properes.